# Leon Kantelberg
Leon Kantelberg (Eindhoven, 15 luglio 1978) è un ex calciatore olandese, di ruolo attaccante.

## Palmarès

### Club

#### Competizioni nazionali
- Eerste Divisie: 1

VVV-Venlo: 2008-2009